# Mali na Mistrzostwach Świata w Lekkoatletyce 2011
Mali na Mistrzostwach Świata w Lekkoatletyce 2011 reprezentowane było przez dwoje zawodników.

## Występy reprezentantów Mali

### Mężczyźni

#### Konkurencje biegowe
| Konkurencja   | Zawodnik      | Runda 1  | Runda 1 | Runda 2      | Runda 2 | Półfinał | Półfinał | Finał    | Finał   |
| Konkurencja   | Zawodnik      | Rezultat | Pozycja | Rezultat     | Pozycja | Rezultat | Pozycja  | Rezultat | Pozycja |
| ------------- | ------------- | -------- | ------- | ------------ | ------- | -------- | -------- | -------- | ------- |
| Bieg na 800 m | Moussa Camara |          |         | 1:46,38 (NR) | 10 Q    | 1:48,15  | 22       |          |         |

### Kobiety

#### Konkurencje biegowe
| Konkurencja   | Zawodniczka    | Runda 1    | Runda 1 | Runda 2    | Runda 2 | Półfinał | Półfinał | Finał    | Finał   |
| Konkurencja   | Zawodniczka    | Rezultat   | Pozycja | Rezultat   | Pozycja | Rezultat | Pozycja  | Rezultat | Pozycja |
| ------------- | -------------- | ---------- | ------- | ---------- | ------- | -------- | -------- | -------- | ------- |
| Bieg na 100 m | Djénébou Danté | 12,62 (SB) | 16 q    | 12,31 (PB) | 47      |          |          |          |         |